# Høst med segl
Høst med segl er en dansk dokumentarfilm fra 1952 instrueret af Erik R. Knudsen.

## Handling
En beskrivelse af den nu uddøde skik at høste med segl; fire fanniker viser, hvordan de endnu i begyndelsen af dette århundrede bar sig ad.